# XETRA

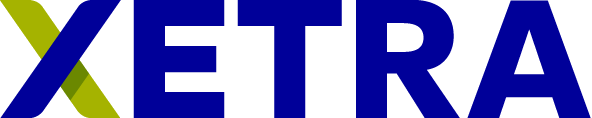
Xetra Logo

XETRA ("Exchange Electronic Trading") est une plateforme d'échanges de titres financiers basée à Francfort (Allemagne). Elle a été instaurée pour le Frankfurt Stock Exchange en novembre 1997. L'opérateur boursier de cette plateforme d'échange depuis son lancement jusqu'à aujourd'hui est Deutsche Börse.